# كلارك هينكلي
كلارك هينكلي (بالإنجليزية: Clarke Hinkle) هو لاعب كرة قدم أمريكية أمريكي، ولد في 10 أبريل 1909 في تورونتو في الولايات المتحدة، وتوفي في 9 نوفمبر 1988 في ستوبنفيل في الولايات المتحدة.

## وصلات خارجية
- كلارك هينكلي على موقع مرجع كرة القدم المحترفة.كوم (الإنجليزية)
- كلارك هينكلي على موقع إن إن دي بي (الإنجليزية)